# Stadion Miejski w Gacku
Stadion Miejski – stadion piłkarski w mieście Gacko, w Bośni i Hercegowinie. Obiekt może pomieścić 2000 widzów. Swoje spotkania rozgrywają na nim piłkarze klubu FK Mladost Gacko. W sezonie 2002/2003 stadion gościł spotkania bośniackiej Premijer ligi z udziałem tego zespołu.